# 訃報 2011年8月
訃報 2011年8月（ふほう 2011ねん8がつ）では、2011年8月に物故した、又は物故が報じられた人物についてまとめる。

## 1日 - 15日

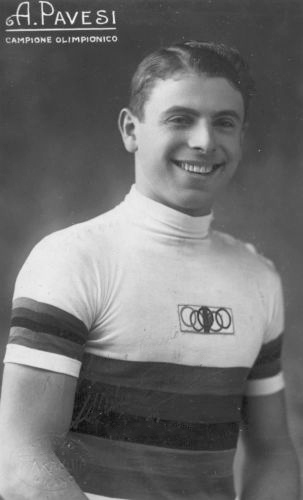
アッティリオ・パヴェージ／8月2日没

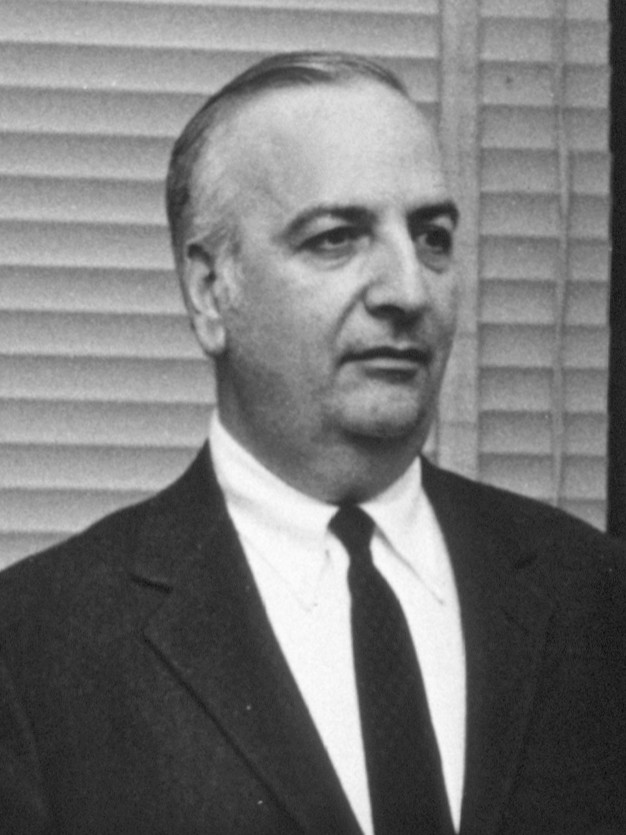
バルフ・ベナセラフ／8月2日没

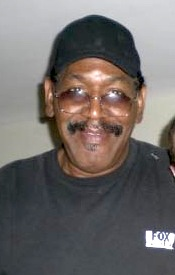
ババ・スミス／8月3日没

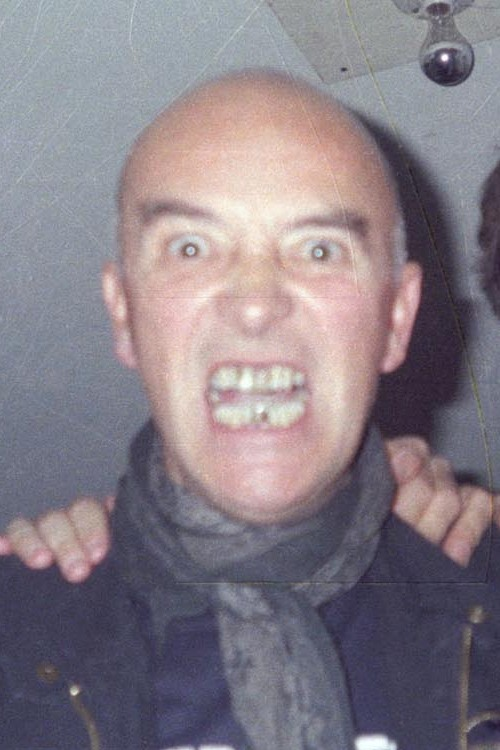
コンラッド・シュニッツラー／8月4日没

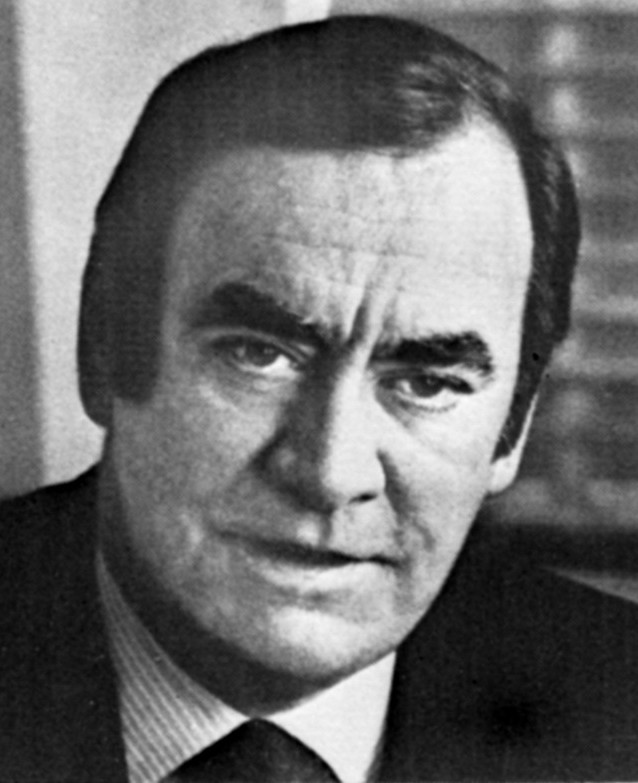
ヒュー・レオ・ケアリー／8月7日没

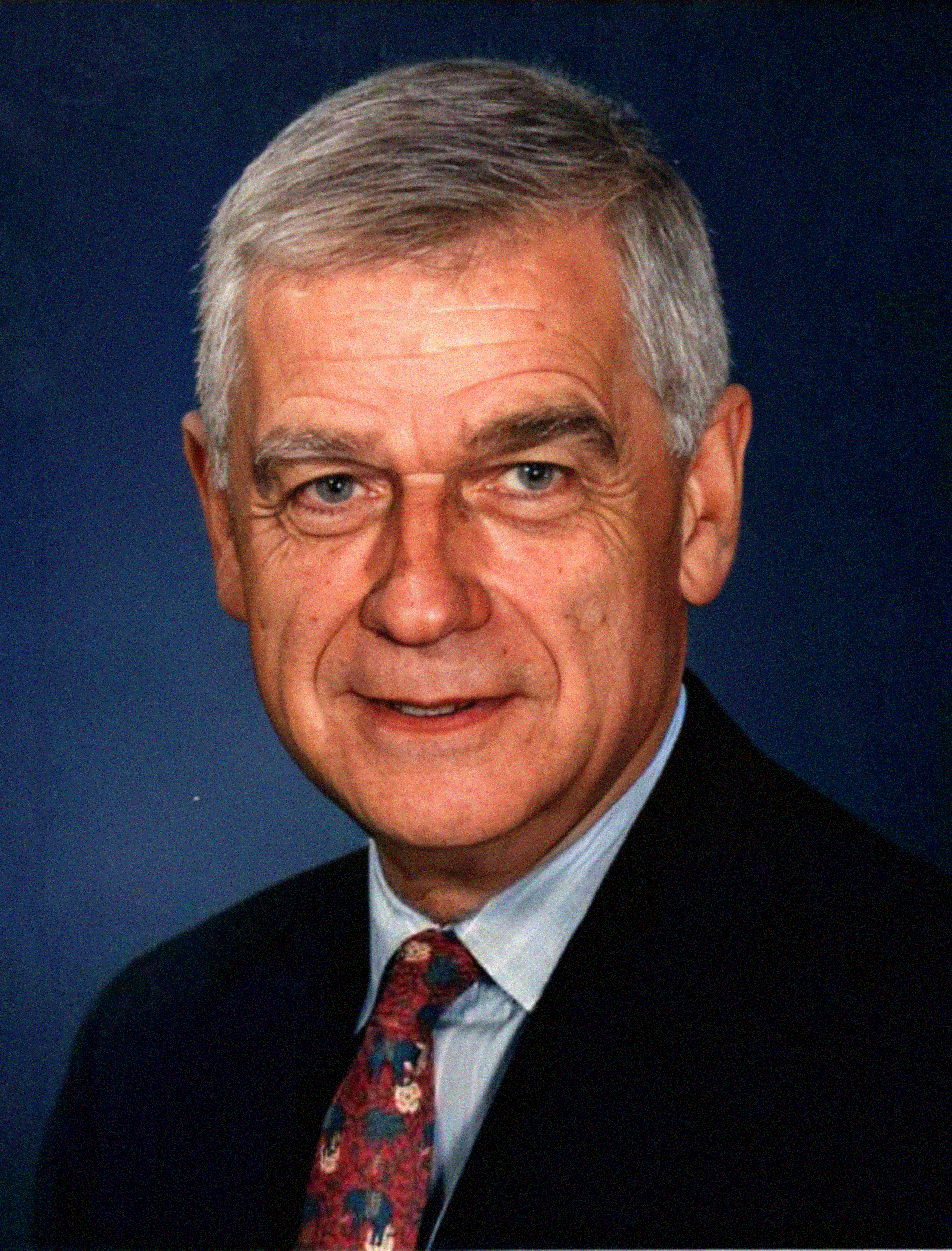
マーク・ハットフィールド／8月7日没

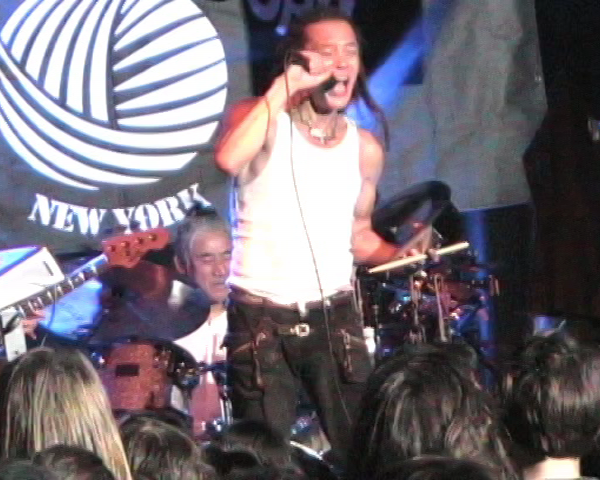
ジョー山中／8月7日没

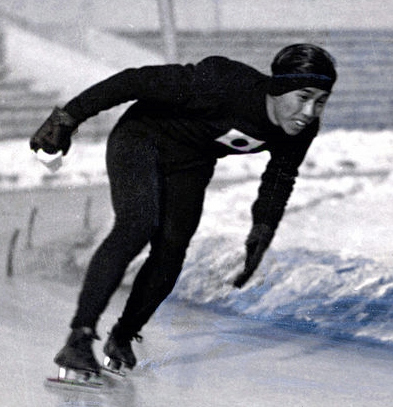
南洞邦夫／8月12日没

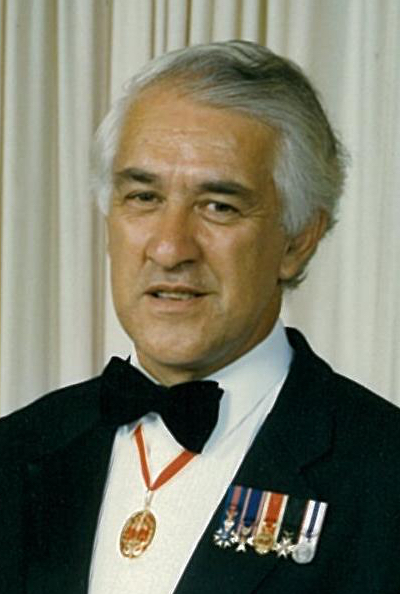
サー・ポール・リーブス／8月14日没

- 8月1日 - 西岡秀雄、日本の人文地理学者、慶應義塾大学名誉教授、日本トイレ協会名誉会長（* 1913年）[1]
- 8月2日 - アッティリオ・パヴェージ、イタリアの元自転車競技（ロードレース）選手（* 1910年）[2]
- 8月2日 - バルフ・ベナセラフ、ベネズエラ出身のアメリカ合衆国の医師、ノーベル生理学・医学賞受賞学者（* 1920年）[3]
- 8月3日 - ニコライ・ペトロフ、ロシアのピアニスト（* 1943年）[4]
- 8月3日 - ババ・スミス、アメリカ合衆国のフットボール選手、俳優（* 1945年）[5]
- 8月4日 - 今井久仁恵、日本の声楽家（* 1931年?）[6]
- 8月4日 - コンラッド・シュニッツラー、ドイツのアーティスト（* 1937年）
- 8月4日 - 松田直樹、日本のサッカー選手、元サッカー日本代表（* 1977年）[7]
- 8月5日 - 芳村孝五郎、日本の長唄奏者（* 1920年?）[8]
- 8月5日 - 前田武彦、日本の放送作家、司会者、タレント（* 1929年）[9]
- 8月5日 - アンジェイ・レッペル（Andrzej Lepper）、ポーランドの政治家（* 1954年）[10]
- 8月5日 - フランチェスコ・クイン、アメリカ合衆国の俳優、アンソニー・クインの息子（* 1963年）[11]
- 8月6日 - 浅越桂一、日本の野球選手（* 1936年）[12]
- 8月7日 - ヒュー・レオ・ケアリー、アメリカ合衆国の政治家、第51代ニューヨーク州知事（* 1919年）[13]
- 8月7日 - マーク・ハットフィールド、アメリカ合衆国の政治家、元オレゴン州知事、元アメリカ合衆国連邦議会上院議員（* 1922年）[14]
- 8月7日 - ジョー山中、日本の歌手（* 1946年）[15]
- 8月8日 - 武富明、日本の実業家、元NHK専務理事（* 1921年?）[16]
- 8月8日 - 河野昭修、日本の元プロ野球選手、指導者【西鉄ライオンズ所属】（* 1930年）[17]
- 8月9日 - 竹内良夫、日本の官僚、実業家、関西国際空港初代社長（* 1923年?）[18]
- 8月9日 - 平光清、日本の元プロ野球審判員、野球評論家（* 1938年）[19]
- 8月10日 - 浅沼一、日本の将棋棋士（* 1924年）[20]
- 8月10日 - 浜口喜博、日本の元競泳選手、日本水泳連盟元常務理事、映画俳優（* 1926年）[21]
- 8月10日 - 五十嵐忠夫、日本の元アナウンサー【日本放送協会所属】（* 1936年?）[22]
- 8月10日 - 日吉ミミ、日本の歌手（* 1947年）[23]
- 8月11日 - 立花一男、日本の俳優（* 1942年）[24]
- 8月12日 - 南洞邦夫、日本の元スピードスケート選手（* 1916年）[25]
- 8月13日 - 皆川雅舟、日本の書道家（* 1923年）[26]
- 8月13日 - 小林禮次郎、日本の実業家、コーセー元社長・会長（* 1928年）[27]
- 8月14日 - アルバート・ブラウン（英語版）、アメリカ合衆国の元軍人、歯科医師。バターン死の行進の最高齢生存者（*1906年?）[28]
- 8月14日 - サー・ポール・リーブス、ニュージーランドの聖職者、第15代ニュージーランド総督（* 1932年）[29]
- 8月14日 - 浜渦章盛、日本の声楽家（* 1946年）[30]
- 8月15日 - 正力亨、日本の実業家、新聞社オーナー（読売新聞社社主）、プロ野球東京読売巨人軍第2代オーナー（* 1918年）[31]

## 16日 - 31日

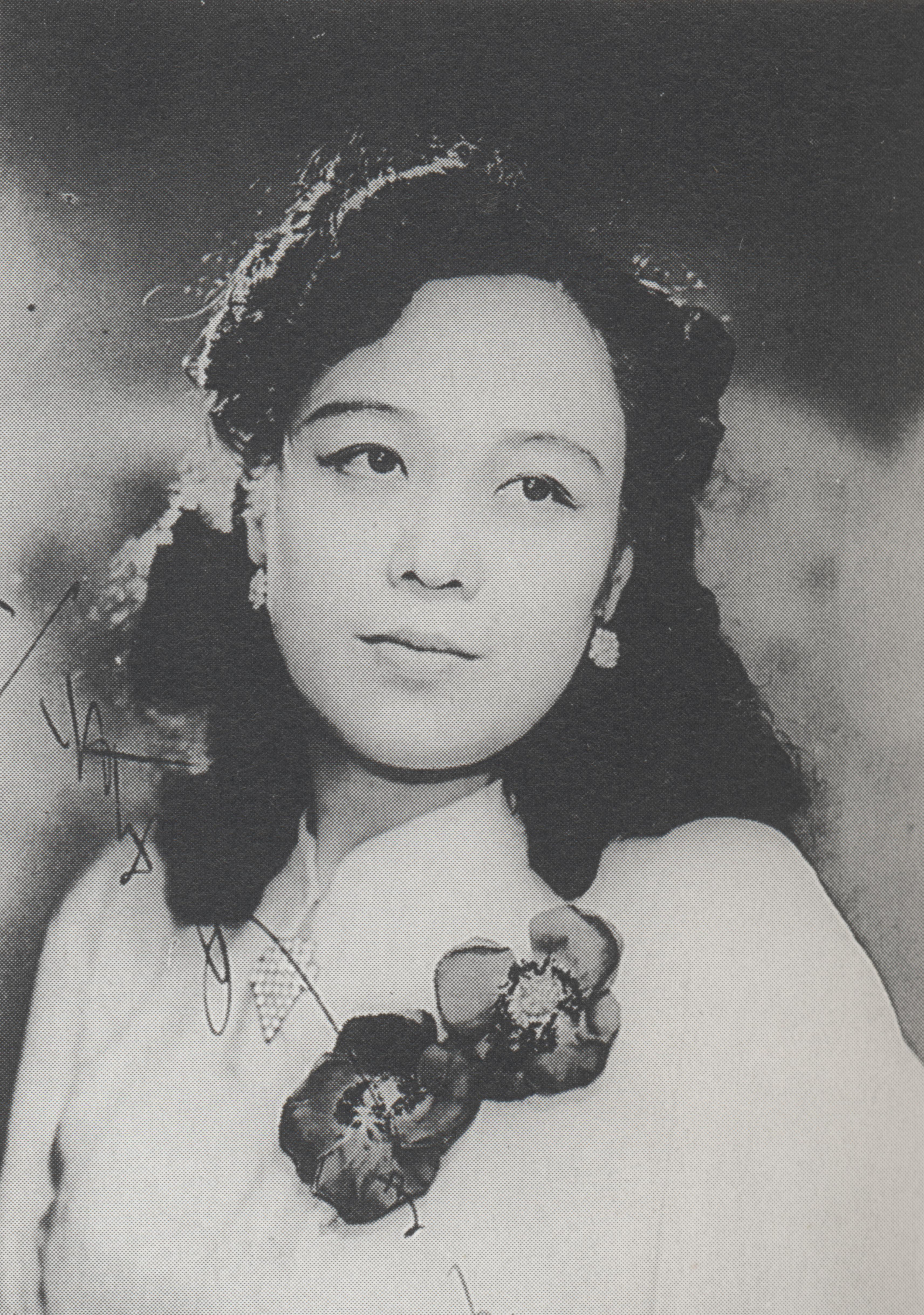
二葉あき子／8月16日没

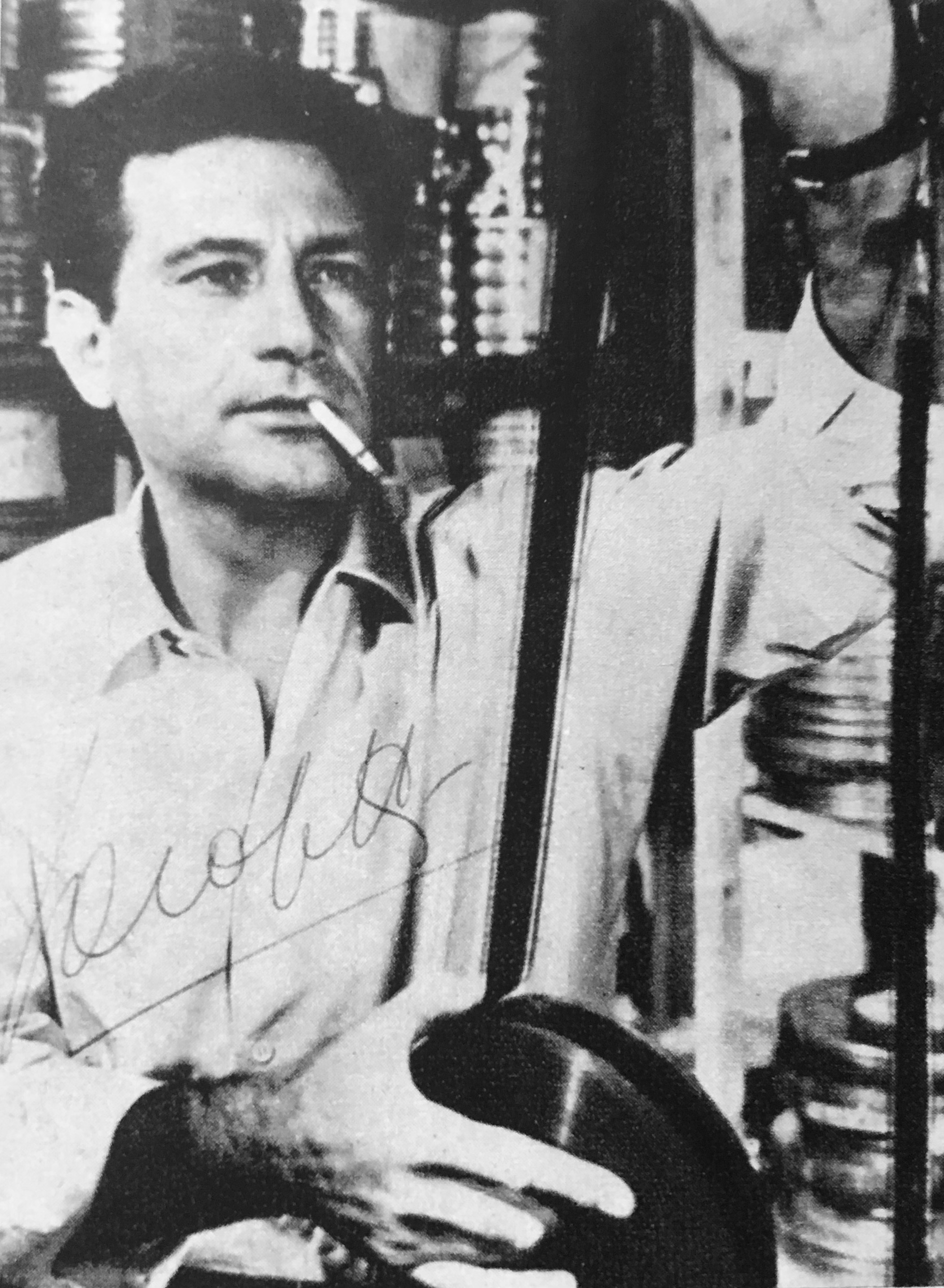
グァルティエロ・ヤコペッティ／8月17日没

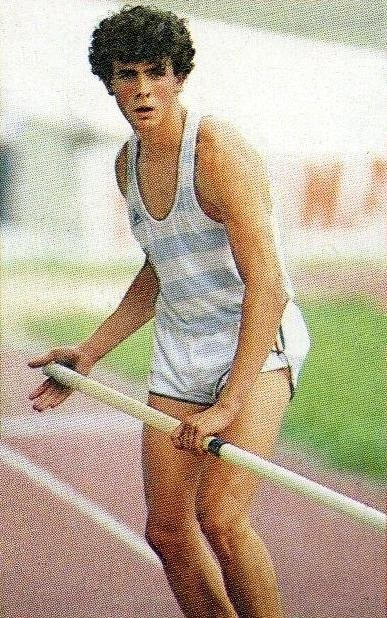
ピエール・キノン／8月17日没

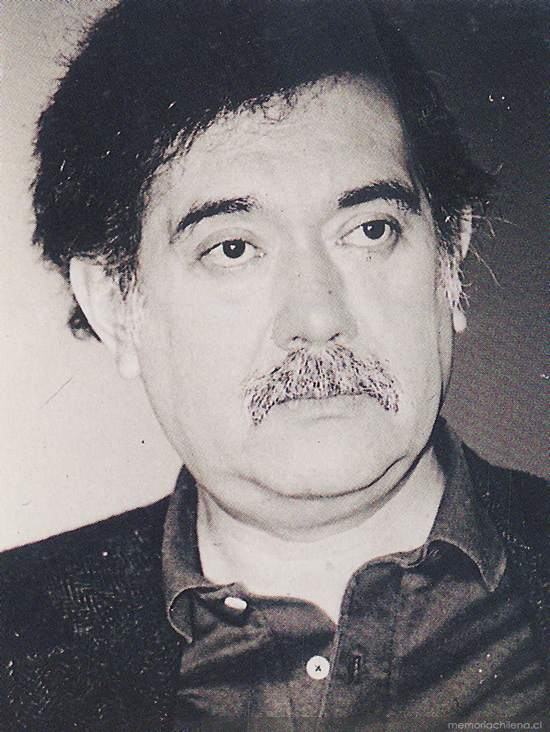
ラウル・ルイス／8月19日没

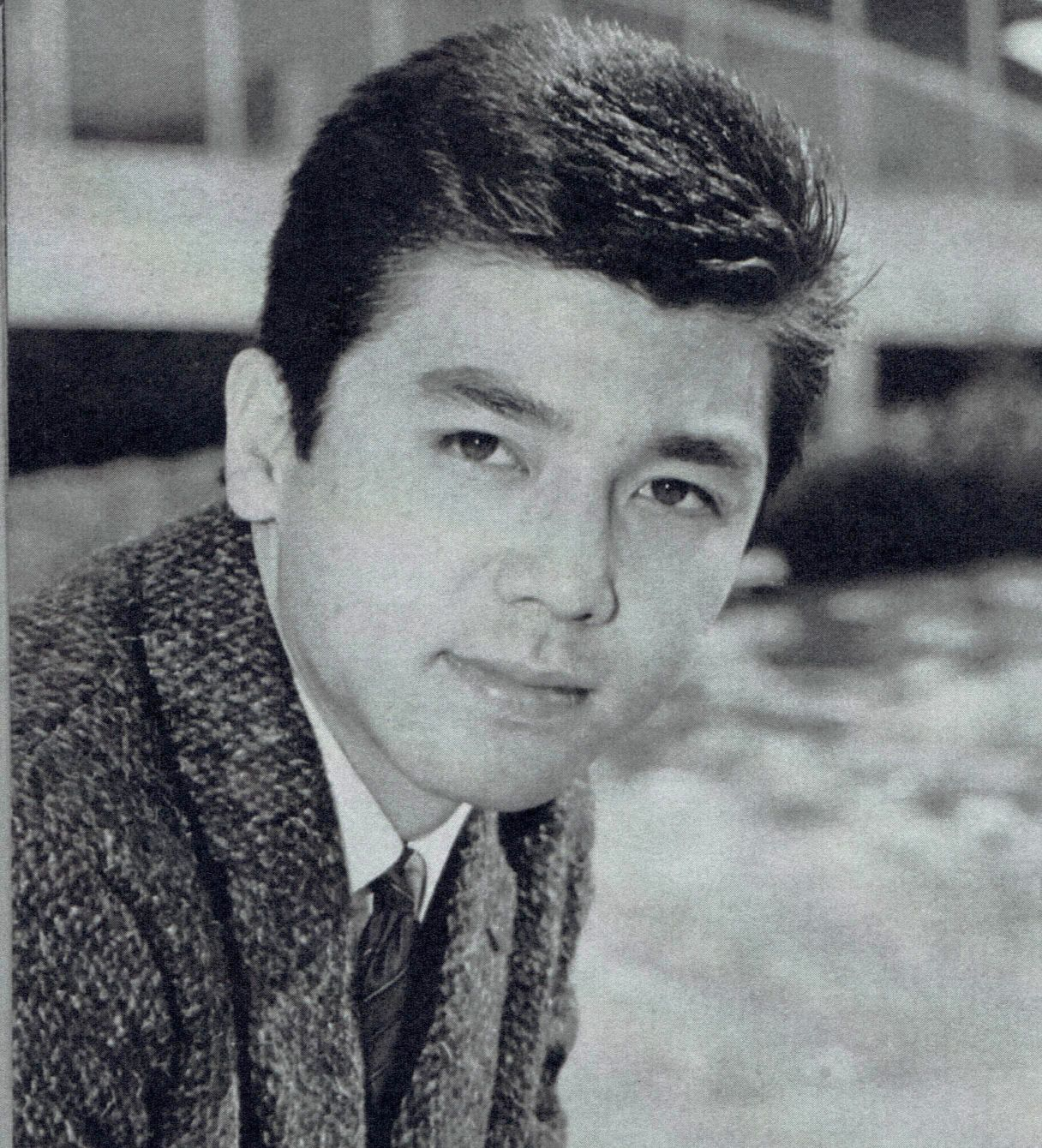
竹脇無我／8月21日没

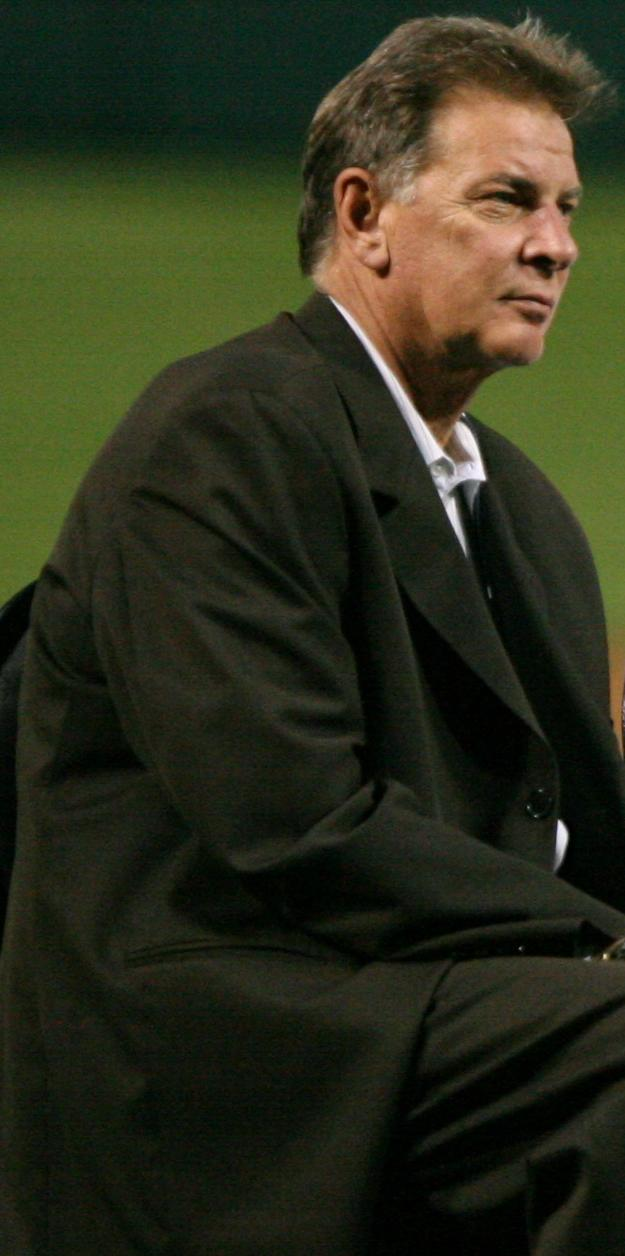
マイク・フラナガン／8月24日没

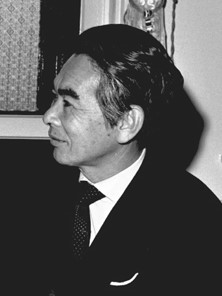
伊藤英吉／8月30日没

- 8月16日 - 二葉あき子、日本の歌手（* 1915年）[32]
- 8月16日 - 松浦豊明、日本のピアニスト（* 1929年）[33]
- 8月16日 - 中里長門、日本の政治家、元岩手県陸前高田市長（* 1946年）[34]
- 8月17日 - ミシェル・モール（Michel Mohrt）、フランスの作家、アカデミー・フランセーズ席次33（* 1914年）[35]
- 8月17日 - グァルティエロ・ヤコペッティ、イタリアの映画監督、映画プロデューサー（* 1919年）[36]
- 8月17日 - ピエール・キノン、フランスの元陸上競技選手（* 1962年）[37]
- 8月17日 - 梅本竜、日本のゲームミュージックの作曲家（* 1974年）[要出典]
- 8月18日 - 高城淳一、日本の俳優（* 1925年）[38]
- 8月18日 - 稲垣忠彦、日本の教育者、東京大学名誉教授（* 1932年）[39]
- 8月19日 - ラウル・ルイス、チリの映画監督（* 1941年）[40]
- 8月20日 - 4代目茂山忠三郎、日本の能楽師【能楽狂言方大蔵流】（* 1928年）[41]
- 8月20日 -  山岡洋一、日本の翻訳家（* 1949年）[42]
- 8月20日 -  杉村太郎、日本の実業家（* 1963年）[43]
- 8月21日 - 波多野須美、日本の料理研究家（* 1928年）[44]
- 8月21日 - 竹脇無我、日本の俳優（* 1944年）[45]
- 8月22日 - 古川哲史、日本の哲学者（* 1912年）[46]
- 8月22日 - 古山良司、日本の元競馬騎手、元調教師【日本中央競馬会所属】（* 1929年）[47]
- 8月22日 - ジェリー・リーバー（Jerry Leiber）、アメリカ合衆国の作詞家（* 1933年）[48]
- 8月22日 - 鈴木敬介、日本の演出家（* 1934年?）[49]
- 8月22日 - アティーヤ・アブドゥッラフマーン、大リビア・アラブ社会主義人民ジャマーヒリーヤ国出身のテロリスト、アル＝カーイダの幹部（* 1969年）[50]
- 8月23日 - 三浦隆、日本の政治家、元衆議院議員（* 1930年）[51]
- 8月24日 - マイク・フラナガン、アメリカ合衆国の元プロ野球選手【ボルチモア・オリオールズ所属】（* 1951年）[52]
- 8月26日 - 光宗道子、日本の書家（* 1925年?）[53]
- 8月29日 - 千代國一、日本の歌人（* 1916年）[54]
- 8月29日 - 滝口順平、日本の声優、ナレーター（* 1931年）[55]
- 8月29日 - 加瀬昌男、日本の出版事業者【草思社創業者】（* 1931年）[56]
- 8月29日 - 一色貞輝、日本の政治家、元大阪府豊中市長（* 1935年）[57]
- 8月29日 - 南善己、日本の囲碁棋士（* 1941年[58]）[59]
- 8月29日 - 大悟法久志、日本の野球監督【福岡県立青豊高等学校野球部】（* 1947年）[60]
- 8月29日 - 藤原敬生、日本の柔道家（* 1958年）[61]
- 8月30日 - 伊藤英吉、日本の実業家、伊藤忠商事元会長（* 1911年）[62]
- 8月30日 - 矢島翠、日本の評論家（* 1932年）[63]
- 8月31日 - 遠山茂樹、日本の歴史学者（* 1914年）[64]